# MG MGB
O MGB é um carro esportivo de duas portas fabricado e comercializado de 1962 a 1980 pela British Motor Corporation (BMC), mais tarde divisão Austin-Morris da British Leyland , como um carro esportivo de quatro cilindros com capota flexível. Foi anunciado e seus detalhes publicados pela primeira vez em 19 de setembro de 1962. As variantes incluem o MGB GT cupê 2 + 2 de três portas (1965–1980), o carro esportivo de seis cilindros e cupê MGC (1967–69), e o coupé 2+2 de oito cilindros, o MGB GT V8 (1973–76).
Substituindo o MGA em 1962, a produção do MGB e suas variantes continuou até 1980, embora os modelos GT de teto fixo tenham cessado a exportação para os EUA em 1974. As vendas do MGB, MGC e MGB GT V8 combinados totalizaram 523.836 carros. Após um hiato de 12 anos, o MGB voltou à produção como o MG RV8 fortemente modificado com uma tiragem limitada de 2.000 carros antes de finalmente ser substituído em 1995 pelo MG F.

## História
O desenvolvimento do MGB começou pelo menos já em 1958 com o protótipo conhecido pelo codinome Abingdon; MG EX205. Na estrutura, o carro tinha um design progressivo e moderno em 1962, usando uma estrutura unitária, em vez da tradicional construção de carroceria usada nos tipos MGA e MG T e no rival do MGB, a série Triumph TR . . No entanto, componentes como freios e suspensão foram desenvolvimentos do MGA anterior de 1955, com o motor da Série B tendo suas origens em 1947. O design leve reduziu os custos de fabricação e aumentou a resistência geral do veículo. As janelas de corda eram padrão e um confortável compartimento do motorista oferecia bastante espaço para as pernas. Uma prateleira de pacotes foi instalada atrás dos assentos.
O MGB atingiu um tempo de 0–60 mph (97 km/h) de pouco mais de 11 segundos. O motor da série B de 1.798 cc e três rolamentos produzia 95 cv (71 kW) a 5.400 rpm – atualizado em outubro de 1964 para um virabrequim de cinco rolamentos. A partir de 1975, os motores MGB do mercado dos EUA foram desafinados para atender aos padrões de emissão, a altura do passeio foi aumentada em uma polegada (25 mm) e pára-choques de borracha distintos foram instalados para atender aos padrões de pára-choques .
O MGB foi um dos primeiros carros a apresentar zonas de deformação controladas projetadas para proteger o motorista e o passageiro em um impacto de 30 mph (48 km/h) com uma barreira imóvel (200 toneladas). No entanto, a associação automobilística britânica AA descreveu o carro, como muitos outros modelos clássicos, como muito menos seguro do que os carros modernos. A questão recebeu atenção pública após um caso de 2013 em que um motorista de um MGB alugado de 1963 morreu em uma colisão com um táxi. 
Uma produção limitada de 2.000 unidades do RV8 foi produzida pela Rover na década de 1990. Apesar da semelhança na aparência com o roadster, o RV8 tinha menos de 5% de intercambialidade de peças com o carro original. [carece de fontes?]
O MGB continua sendo uma escolha popular para colecionadores devido às peças baratas e prontamente disponíveis e à mecânica simples.